# Orthocladius kiefferulus
Orthocladius kiefferulus är en tvåvingeart som först beskrevs av Maurice Emile Marie Goetghebuer och Lenz 1943.  Orthocladius kiefferulus ingår i släktet Orthocladius och familjen fjädermyggor.
Artens utbredningsområde är Tyskland. Inga underarter finns listade i Catalogue of Life.